# Sylva, or A Discourse of Forest-Trees and the Propagation of Timber

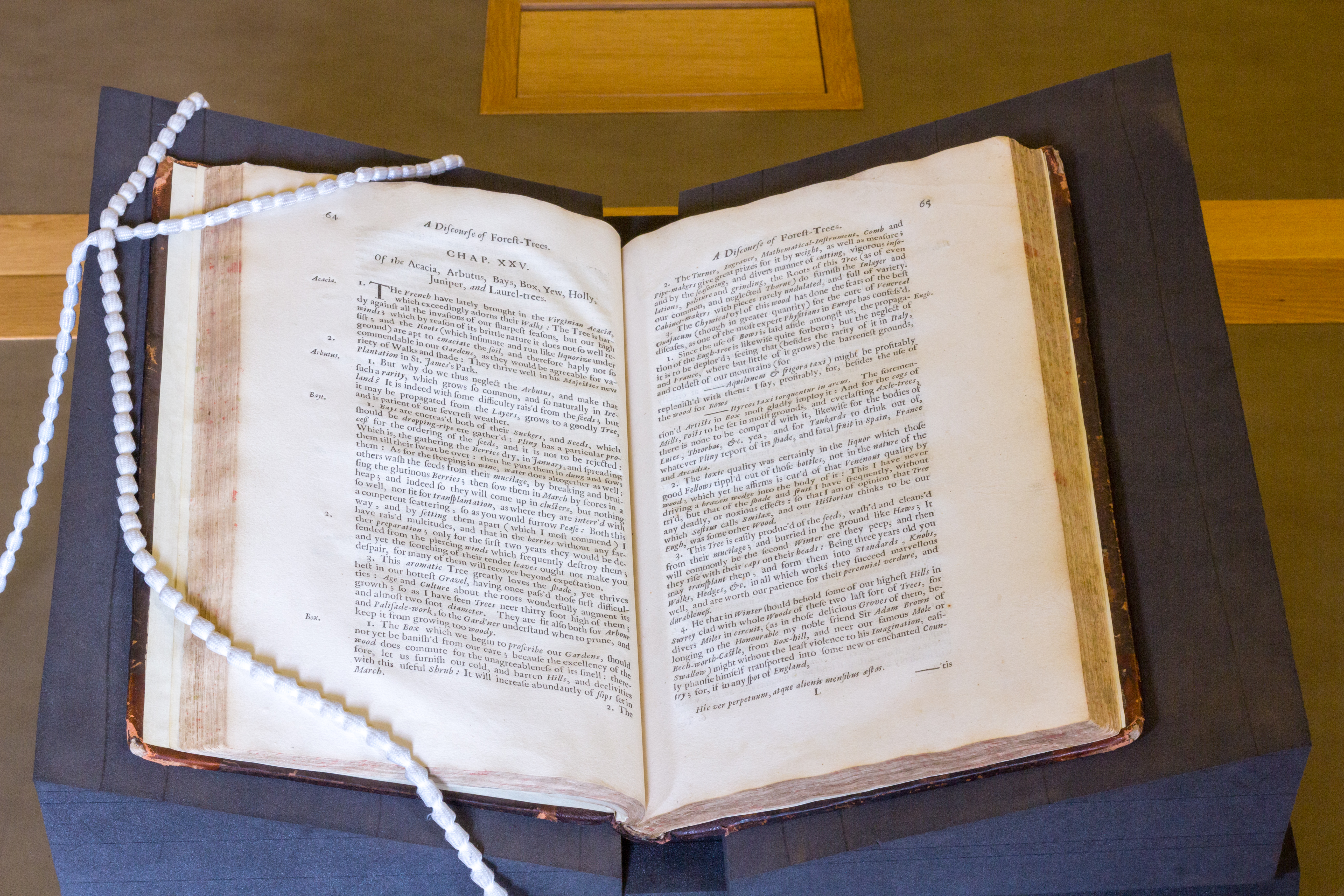
Première édition de Sylva de 1664.

Sylva, ou A Discourse of Forest-Trees and the Propagation of Timber in His Majesty's Dominions par l'écrivain anglais John Evelyn fut présenté pour la première fois en 1662, comme un article à la Royal Society . Il fut publié sous forme de livre deux ans plus tard en 1664 et fut reconnu comme l'un des textes les plus influents sur la foresterie jamais publiés.
Evelyn y invite les grands propriétaires à planter des arbres pour fournir le bois d’œuvre exigé par le développement de la Royal Navy. Son appel fut suivi à titre privé, mais quelquefois aussi par le gouvernement.

## Contexte
Le défrichement des forêts était nécessaire au développement économique de l'Angleterre, mais une première pénurie de bois est enregistrée en 1535, attribuée à la dissolution des monastères par Henri VIII, lorsque les forêts appartenant aux maisons ecclésiastiques sont abattues en bloc. Alors que cette première destruction imprudente de chênes se prolonge, et pour maintenir les activités traditionnelles liées aux bois (« repayryng and mainteyning of houses and shippes, as also for fewel and fierwood »), la première loi de préservation est adoptée par le Parlement en 1535. Henry organise la marine en tant que force permanente, reconstitue l'Amirauté, fonde la Trinity House et le Navy Board et créé les chantiers navals de Deptford, Woolwich et Portsmouth. 
Le preservation Act de 1535 est renforcé sous le règne d’Élisabeth Ire, en 1570. 1580 enregistre la première plantation authentifiée de chêne par Lord Burleigh: 13 hectares dans le parc de Windsor (Cranbourne Walk). Les coupes de bois constituent un apport de devises substantiel pour la couronne et toujours il faut s'assurer qu'il reste suffisamment de bois pour les besoins de la marine.
La Première révolution anglaise en 1651 voit de nouveau les forêts exploitées de manière débridée. Le labour, l'industrie de l'acier et du verre, la marine, etc., sont les secteurs qui pèsent sur les réserves de bois. La marine anglaise est depuis la période Tudor dépendante de l'étranger pour ses mâts; lors des guerres anglo-néerlandaises, les Provinces-Unies furent en mesure de couper l'approvisionnement en bois de mâture et autres munitions de marine en provenance de la Baltique. La Première guerre anglo-néerlandaise (1652-1654) n'enregistre aucune pénurie en mâts et en bois, car la séquestration des domaines des Cavaliers et l’autorisation par la Navy de faire de gros abattages dans plusieurs réserves de la Couronne ont fourni une réserve abondante de chêne. 
La monarchie vient d'être restaurée en la personne de Charles II en 1660. La Deuxième guerre anglo-néerlandaise se profile (1665 à 1667). Paru en 1662, Sylva est publié en 1664.
Le Grand incendie de Londres de 1666 pesa probablement aussi sur les ressources en chêne, car aucun autre bois ne fut autorisé par le Rebuilding of London Act pour la reconstruction des charpentes et menuiseries (Roofs, Windows frames and Cellar Floors) des maisons détruites (Evelyn vivant à Deptford, n'a pas vu les premiers stades de la catastrophe).
La Troisième guerre anglo-néerlandaise (1672-1674) rendra évidente la rareté des bois de marine et de mâture; il faudra dépouiller les navires qui ont le plus besoin de réparations pour en rafraichir d'autres, et beaucoup de navires comme le HMS Diamond (1652) (en) s'avèreront trop dégradés par la pourriture pour prendre la mer. Le traité de Westminster de 1674 en rouvrant le commerce balte, soulagera les problèmes d'approvisionnement en bois de mâture, sans épancher la pénurie critique de chêne. Plusieurs des plus gros navires de la Navy pourrissant depuis la bataille de Solebay, en 1672 ne feront l'objet d'aucune réparation.
Du vivant d'Evelyn, Sylva est réédité, entre 1670, 1679 et 1706 (et ultérieurement).

## Composition
Sylva se présente en 2 volumes.

### VOLUME I.
|                                 |      |        |
| Introduction                    | page | ix     |
| Title Page of 4th Edition       | „    | lxxiii |
| To the King                     | „    | lxxv   |
| To the Reader                   | „    | lxxvii |
| Advertisement                   | „    | xcix   |
| Books published by the Author   | „    | ci     |
| Amico carissimo                 | „    | cii    |
| Nobilissimo Viro                | „    | ciii   |
| ΕΙΣ ΤΗΝ ΤΟΥ ΠΑΤΡΟΣ ΔΕΝΔΡΟΛΟΓΙΑΝ | „    | cvi    |
| The Garden.—To J. Evelyn, Esq.  | „    | cvii   |

| BOOK I. |        |                                          |      |     |
| Chapter | I.     | Of the Earth, Soil, Seed, Air, and Water | page | 1   |
| „       | II.    | Of the Seminary and of Transplanting     | „    | 12  |
| „       | III.   | Of the Oak                               | „    | 30  |
| „       | IV.    | Of the Elm                               | „    | 62  |
| „       | V.     | Of the Beech                             | „    | 75  |
| „       | VI.    | Of the Horn-beam                         | „    | 81  |
| „       | VII.   | Of the Ash                               | „    | 86  |
| „       | VIII.  | Of the Chesnut                           | „    | 94  |
| „       | IX.    | Of the Wallnut                           | „    | 101 |
| „       | X.     | Of the Service, and black cherry-tree    | „    | 111 |
| „       | XI.    | Of the Maple                             | „    | 115 |
| „       | XII.   | Of the Sycomor                           | „    | 121 |
| „       | XIII.  | Of the Lime-Tree                         | „    | 122 |
| „       | XIV.   | Of the Poplar, Aspen, and Abele          | „    | 128 |
| „       | XV.    | Of the Quick-Beam                        | „    | 134 |
| „       | XVI.   | Of the Hasel                             | „    | 136 |
| „       | XVII.  | Of the Birch                             | „    | 140 |
| „       | XVIII. | Of the Alder                             | „    | 155 |
| „       | XIX.   | Of the Withy, Sallow, Ozier, and Willow  | „    | 159 |
| „       | XX.    | Of Fences, Quick-sets, &c.               | „    | 175 |

| BOOK II. |      | |   |     |
| Chapter  | I.   | Of the Mulberry | „ | 203 |
| „        | II.  | Of the Platanus, Lotus, Cornus, Acacia, &c.                                                                                         | „ | 214 |
| „        | III. | Of the Fir, Pine, Pinaster, Pitch-tree, Larsh, and Subterranean trees                                                               | „ | 220 |
| „        | IV.  | Of the Cedar, Juniper, Cypress, Savine, Thuya, &c.                                                                                  | „ | 253 |
| „        | V.   | Of the Cork, Ilex, Alaternus, Celastrus, Ligustrum, Philyrea, Myrtil, Lentiscus, Olive, Granade, Syring, Jasmine and other Exoticks | „ | 282 |
| „        | VI.  | Of the Arbutus, Box, Yew, Holly, Pyracanth, Laurel, Bay, &c.                                                                        | „ | 293 |
| „        | VII. | Of the infirmities of trees, &c. | „ | 314 |

### VOLUME II.
| BOOK III.                                                               |                                                                         | |      |     |
| Chapter                                                                 | I.                                                                      | Of Copp’ces | page | 1   |
| „                                                                       | II.                                                                     | Of Pruning | „    | 8   |
| „                                                                       | III.                                                                    | Of the Age, Stature, and Felling of Trees | „    | 24  |
| „                                                                       | IV.                                                                     | Of Timber, the Seasoning and Uses, and of Fuel | „    | 80  |
| „                                                                       | V.                                                                      | Aphorisms, or certain General Precepts of use to the foregoing Chapters | „    | 130 |
| „                                                                       | VI.                                                                     | Of the Laws and Statutes for the Preservation and Improvement of Woods and Forests                                                                                                 | „    | 138 |
| „                                                                       | VII.                                                                    | The paraenesis and conclusion, containing some encouragements and proposals for the planting and improvement of his Majesty’s forests, and other amunities for shade, and ornament | „    |     |
| BOOK IV.                                                                |                                                                         | |      |     |
| An historical account of the sacredness and use of standing groves, &c. | An historical account of the sacredness and use of standing groves, &c. | An historical account of the sacredness and use of standing groves, &c. | „    | 205 |
| Renati Rapini                                                           | Renati Rapini                                                           | Renati Rapini | „    | 269 |

## Un ouvrage de foresterie
La peur d'une pénurie de bois était monnaie courante au XVIIe siècle, ce qui n'est pas surprenant compte tenu de l'importance du bois pour le chauffage domestique et la cuisine, la construction, les processus industriels (nécessitant souvent du charbon de bois) et la construction navale. Le chêne était la principale essence de bois qui entrait dans la fabrication des navires de la Royal Navy, un arbre qui a besoin de cent à cent cinquante ans pour atteindre la taille requise par la marine. Il y avait une forte pression sur les réserves de bois, et une croyance commune que des arbres avec des bois de propriété particulière, étaient abattus inutilement pour des utilisations qui pourraient être satisfaites par des arbres de moindre qualité ou par des taillis.
Sylva n'est pas le premier livre de langue anglaise parlant de botanique à être publié. Le « Book of Husbandry » de Anthony Fitzherbert, publié en 1523 le premier, contenait des conseils pratiques sur les arbres, y compris leur greffe, leur abattage et leur vente, leur plantation et leur taille, ainsi que l'établissement des haies. L'édition des livres atteint sa maturité au XVIe siècle. 
En 1577, sous le règne d'Élisabeth Ire, les Chroniques de Holinshed observent que les plantations d'arbres commencent à être faites dans un but utilitaire. En 1597, l'herboriste anglais John Gerard publie « The Herball or Generall Historie of Plantes », l'un des livres les plus populaires du XVIIe siècle. En 1611, l'écrivain agricole Arthur Standish publie son « Commons Complain », un essai personnellement approuvé par le roi, soucieux d'arrêter la destruction des bois. Dans ce document, il préconise la plantation d'arbres sur les terres en friche, proposant l'ensemencement de 240 000 acres (97 000 hectares) dans l'espoir « that there may be as much timber raised as will maintains the kingdoms for all uses for ever ». 

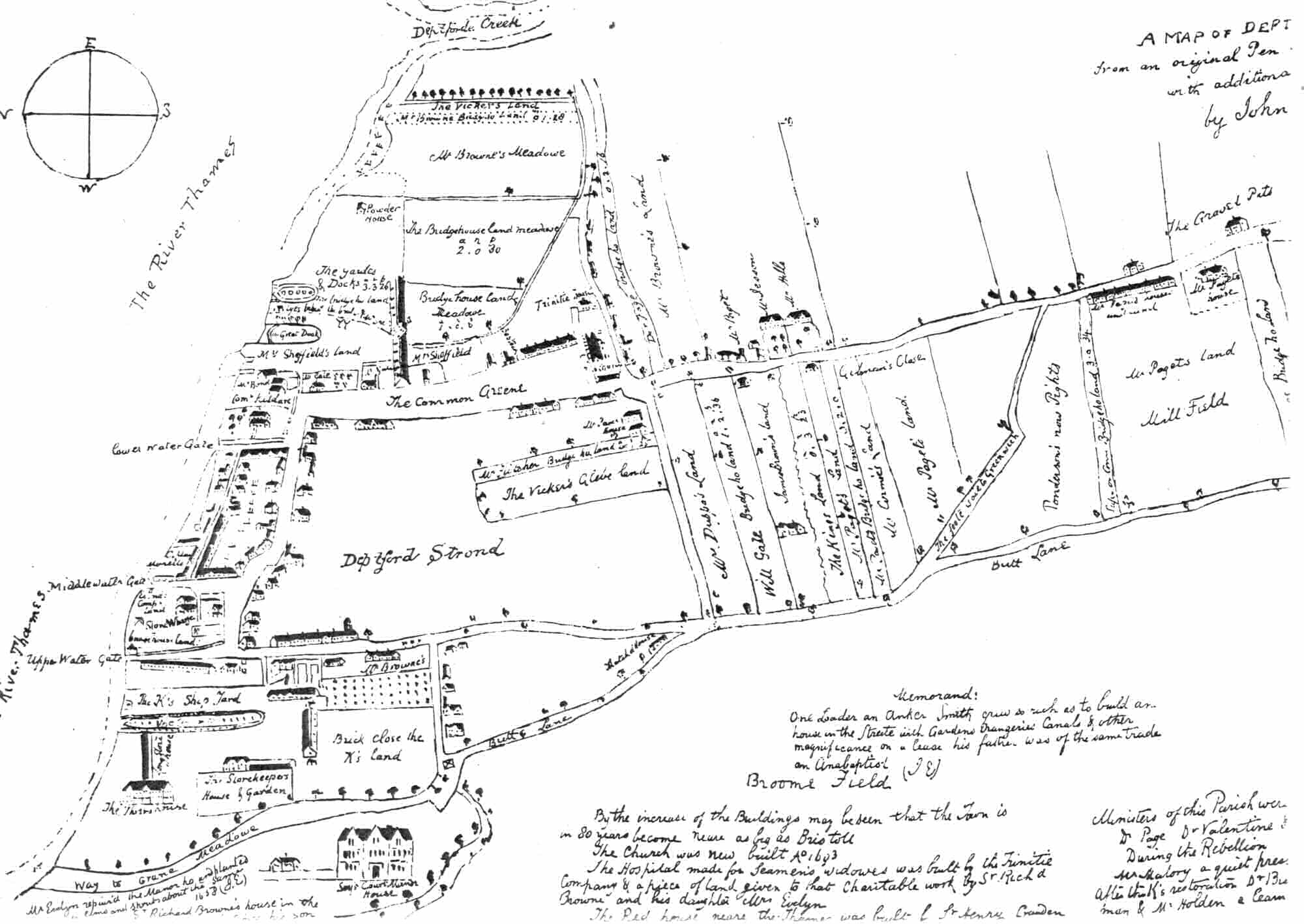
La région de Deptford sur une carte qui appartenait en 1623 à John Evelyn. La maison d'Evelyn, Sayes Court, est en bas à gauche. Au-dessus, il est marqué "The K's Ship Yard", l'emplacement du chantier naval en expansion de Deptford.

Evelyn (1620-1706) est un écrivain, jardinier et chroniqueur; c'est un expert des arbres. Evelyn conçut son premier jardin à l'âge de 22 ans, vingt ans avant d'écrire Sylva. Volontaire quelque temps dans l'armée royaliste, il s'embarqua pour l’étranger afin d'éviter de prendre part à la  guerre civile. Il voyagea à travers l'Europe et devint fasciné par les jardins à la française et les vastes terres d'Italie. À son retour en Angleterre, il poursuit son travail dans le jardin de sa maison à Sayes Court, Deptford, au sud-est de Londres ; située près du Royal Dockyard sur la Tamise,  Evelyn put expérimenter les spécimens botaniques nouvellement arrivés, expérimentant comment la flore s'en sortait dans son jardin de campagne anglais. Son souci du détail et l'enregistrement minutieux de ses observations, reflétaient le même appétit pour les preuves empiriques qu'eurent les pionniers de la science moderne. Evelyn était l'un des premiers membres de la Royal Society. Bien qu'Evelyn soit à titre posthume plus connu pour ses journaux intimes qui ont enregistré certains des repères historiques déterminants de l'Angleterre - la guerre civile, la grande peste et l'incendie de Londres - il fut de son vivant surtout reconnu comme un pionnier de l'horticulture par ses pairs, qui comprenaient Samuel Pepys, John Locke et Robert Hooke.  
Il écrit Sylva pour aider les gens à identifier, cultiver les arbres, et apprécier l'utilisation de leur bois. Dans Sylva il invite les grands propriétaires (Landed nobility) à planter des arbres pour fournir le bois d’œuvre et particulièrement le chêne, exigé par le développement de la Royal Navy; son appel est suivi à titre privé, mais quelquefois aussi par le gouvernement.  
Charles II  peut-être accorda-t-il son soutien par écrit aux propositions de Sylva, mais plus souvent il n'en tint pas compte. Il permit par exemple à un John Winter (en), d'abattre plusieurs dizaines de milliers de chênes dans la forêt de Dean.  
Les arbres plantés à partir de cette époque ne pourront être exploité avant 100 ans pour les usages de la marine, mais ce qui put être utilisé de chêne jusqu'au début du XIXe siècle pour les besoins de la marine résulta de la propagande de John Evelyn au XVIIe siècle.
Un Acte du Parlement fut introduit environ quatre-vingt-dix ans après la première édition, en 1756, « enclosing, by the mutual Consent of the Lord and Tenants, Part of any Common, for the Purpose of planting or preserving Trees fit for limber or Underwood; and for more effectually preventing the  unlawful Destruction of Trees ».
Sylva est rapproché régulièrement du Sylvicultura oeconomica de Hans Carl von Carlowitz.

## Un ouvrage de propagande
Sylva commence par un avertissement :

« There is nothing which seems more fatally to threaten a weakening of this famous and flourishing nation [than the] decay of her wooden walls »

« Il n'y a rien qui semble menacer plus fatalement un affaiblissement de cette nation célèbre et florissante [que la] pourriture de ses murs de bois ».  « wooden walls» dans Sylva devient l'expression de la défense de la nation au travers de la construction des navires. Une allusion à l'Oracle du « mur de bois » donné à Thémistocle, confronté à la flotte perse.
"Our forests," entonne Evelyn,

« are undoubtedly the greatest magazines of the wealth and glory of this nation; and our oaks the truest oracles of its perpetuity and happiness, as being the only support of that navigation which makes us fear'd abroad, and flourish at home »

Sylva nait du militarisme, et la durabilité, pour Evelyn, était avant tout une mission impériale. Afin de gratifier les requêtes des représentants de la Navy (savoir, fournir plus de bois pour la construction navale) Evelyn favorisa la privatisation des terres (le mouvement des enclosures était à l'époque d'Evelyn une affaire en cours) ; il critiqua vivement le parti pris des lois anglaises « en faveur de la coutume » comme étant « indulgentes », une concession regrettable visant à — « the satisfying of a few clamorous, and rude Commoners »— la satisfaction de quelques roturiers bruyants et grossiers. Cependant les gens (savoir les forestiers et les frontaliers) n'étant pas aussi réceptifs aux injonctions royales (« foresters, and borderers, are not generally so civil and reasonable, as might be wished »); et pour concevoir une amélioration solide dans de tels endroits, « his Majesty must assert his power, with a firm and high resolution to reduce these men to their due obedience » — la Royauté selon Evelyn devait affirmer son pouvoir avec une fermeté sur ses sujets.
Le manifeste d'Evelyn pour l'expansion navale anglaise fut développé plus longuement quelques années plus tard, dans son Navigation and Commerce de 1674. Il attribue « l'épanouissement » de l'Angleterre et son ascendant « sur le reste du monde » à sa « marine glorieuse et redoutable » (« glorious, and formidable Navy »). 
Il ne fait aucun doute que Sylva  a agi comme un puissant outil de propagande. Les historiens ont suggéré que la dédicace et la présentation directe de Sylva au roi visaient à relier la politique républicaine du Commonwealth d'Angleterre,la désintégration de la monarchie au délabrement des forêts royales. Les arbres sont devenus étroitement associés à la royauté (de manière assez burlesque, le roi Charles II d'Angleterre s'était caché pour échapper aux Têtes-Rondes après la bataille de Worcester en 1651, dans le Chêne de Boscobel, un chêne pédonculé). 
L'héritage durable de la vision d'Evelyn, de soutenir les approvisionnements en bois de la nation fut mis en évidence en 1812 lorsque le livre fut republié comme un appel aux armes à destination des propriétaires fonciers, alors que les guerres napoléoniennes faisaient rage et que le blocus continental handicapait lourdement l'approvisionnement en bois.
Il y eut aussi des échos d'Evelyn en 1919, l'année au cours de laquelle la Commission des forêts du Royaume-Uni fut créée pour augmenter le couvert forestier, qui était tombé à seulement 5% en raison de la demande de bois pendant la Première Guerre mondiale.

## Éditions
- 1662: Sylva fut présenté à la Royal Society le 16 février 1662.
- 1664: Sylva, la première édition du livre fut imprimé par l'éditeur John Martyn pour la Royal Society et le premier livre publié après l'octroi de leur charte royale en tant qu'éditeurs en 1662[11].
- 1670: Sylva deuxième édition. Diverses gravures ajoutées.
- 1679: Sylva troisième édition. Inclus un essai d'Evelyn sur les sols: Terra, a Philosophical Essay of Earth, being a Lecture in Course.
- 1706: Sylva quatrième édition, maintenant orthographié Silva, contient de nouvelles sections Dendrologia, Pomona; Or, An Appendix concerning Fruit-Trees in relation to CIDER and Kalendarium Hortense. C'est la dernière édition du vivant d'Evelyn.

### Éditions posthumes
- 1707: édition de Silva .
- 1729: édition de Silva .

Cinq éditions ont été éditées par Alexander Hunter (1729-1809):
- 1776 (illustrations de John Miller)
- 1786
- 1801
- 1812
- 1825

### Reproductions récentes
- Un fac-similé de la première édition (1664) a été réalisé en 1972 par l'éditeur Scolar Press .
- La quatrième édition (1706) a été republiée en 1908 par Doubleday & Co. avec une préface de John Nisbet. Cette édition de 1908 a été republiée en fac-similé par Kessinger Publishing (30 novembre 2007)[12].
- Une nouvelle édition de Gabriel Hemery avec des illustrations de Sarah Simblet est publiée par Bloomsbury pour coïncider avec le 350e anniversaire en 2014 de la première publication du livre. Il s'intitule The New Sylva: a discourse of forest and orchard trees for the twenty-first century [13]. Les auteurs ont leur propre site à la suite de la création du livre : sylva.org.uk